# Сибирская улица (Пермь)
Сиби́рская у́лица — важная транспортная магистраль Перми, связывающая район речного вокзала с промышленными зонами на юге города. Сибирская улица — зона исторической застройки, здесь находится большое число архитектурных памятников города. Кроме того, здесь есть и важные административные и культурные учреждения, крупные магазины. Историческое название улице было возвращено в 1998 году. До 1917 года — главная улица Перми.

## История

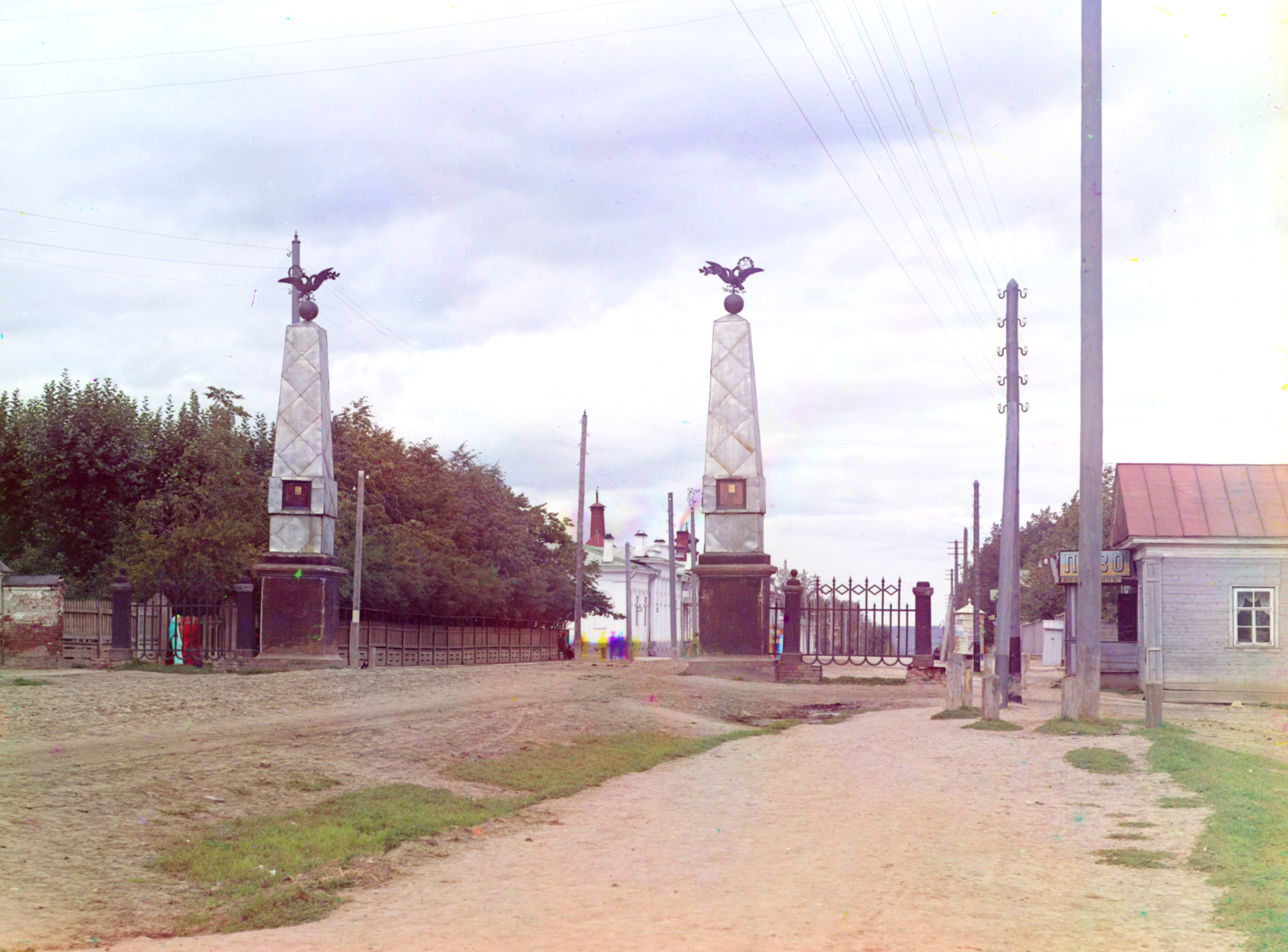
Старо-сибирская застава. 1910 г.

В середине XVIII века через посёлок Егошихинского медеплавильного завода был проложен тракт, по которому проходила дорога из Москвы в Сибирь — Сибирский тракт. По нему товары от пристаней на реке Каме переправлялись на восток и, наоборот, из Азии в Европейскую часть России. Сибирская улица стала называться так по названию тракта, поскольку выходила на него.
Сибирский проулок (улицы, идущие перпендикулярно Каме, изначально назывались проулками) стали застраивать после образования наместничества. Первыми каменными зданиями стали дом И. Д. Прянишникова (1781 год) и дом вице-губернатора И. П. Розинга. В XIX веке улица активно застраивалась. Важнейшими постройками на ней стали здания Пермской казённой палаты, Училища детей канцелярских служителей, Пермской губернской библиотеки, Пермского управления земледелия и государственного имущества, Благородного собрания (1837 год), типолитография губернского правления и Конвойной команды.
К 1804 году на примыкающей к Сибирской улице Главной площади, где располагались торговые ряды, был построен каменный гостиный двор. Главная площадь оставалась центром торговой жизни города вплоть до 1824 года, когда часть торговых рядов была перенесена на Чёрный рынок.
В июле 1863 года на Сибирской улице впервые осуществили эксперимент уличного освещения керосиновыми фонарями.
В 1887 году, в период пребывания П. Е. Сигова на посту городского головы, Сибирская улица была вымощена камнем — в кварталах между улицами Петропавловской и Пермской, Екатерининской и Вознесенской (ныне Луначарского).
В конце XIX века начинает приобретать значение одной из центральных улиц Перми. Расположенная перпендикулярно к Каме, она связывала удобные сходы к речному порту и Сибирский тракт. Многие купцы и заводчики возводили там свои дома. В советский период улица была переименована в честь Карла Маркса, но в 1998 году ей вернули историческое название.

## Примечательные здания и сооружения
Сад имени Решетникова

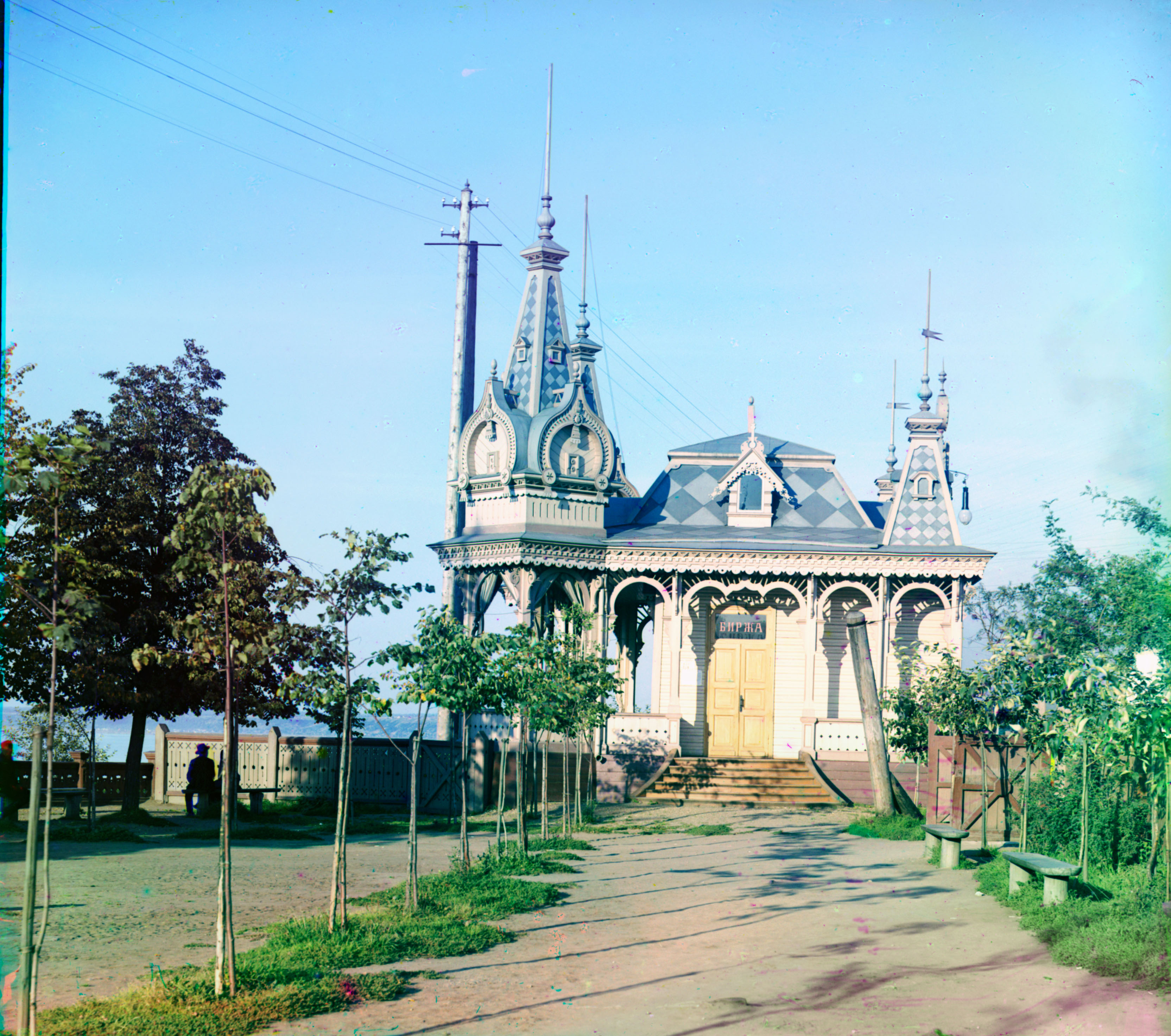
Летнее помещение биржи. 1910 г.

Памятник «Героям гражданской войны» (красноармейцам) в сквере имени Ф. М. Решетникова

Первый известный парк в Перми. В письменных источниках впервые был упомянут в 1860 году под названием Загон. В 1861 году в честь П. И. Багратиона пермская общественность предприняла попытку переименовать его в Сад Багратиона. Но название не прижилось, а со временем к наименованию «Загон» добавилось слово «козий».
В 1882 году в саду появился оркестр, приглашённый товариществом драматических артистов Бельского и Гусева. Именно с того времени он начал пользоваться вниманием горожан.
В 1907 году сад был преображён. Были высажены липы и сделана красивая деревянная ограда. Тогда же сад приобрёл название Набережный сад. Позднее в нём построили деревянный павильон для летнего помещения биржи. Ажурный теремок с красивыми башенками под старорусский стиль попал на фотографии С. М. Прокудина-Горского.
В 1928 году сад был переименован в сквер им. Ф. М. Решетникова. В 1930—1940-е годы в саду играл духовой оркестр, и молодёжь устраивала танцы. В 1960-е годы был снесён павильон бывшей Летней биржи. Позднее был убран и фонтан.
Памятник Героям гражданской войны в сквере им. Ф. М. Решетникова
В 1985 году на месте фонтана в центральной части сквера им. Решетникова был воздвигнут памятник «Героям гражданской войны» (скульптор Ю. Ф. Екубенко, М. И. Футлик).
Дом Вердеревского

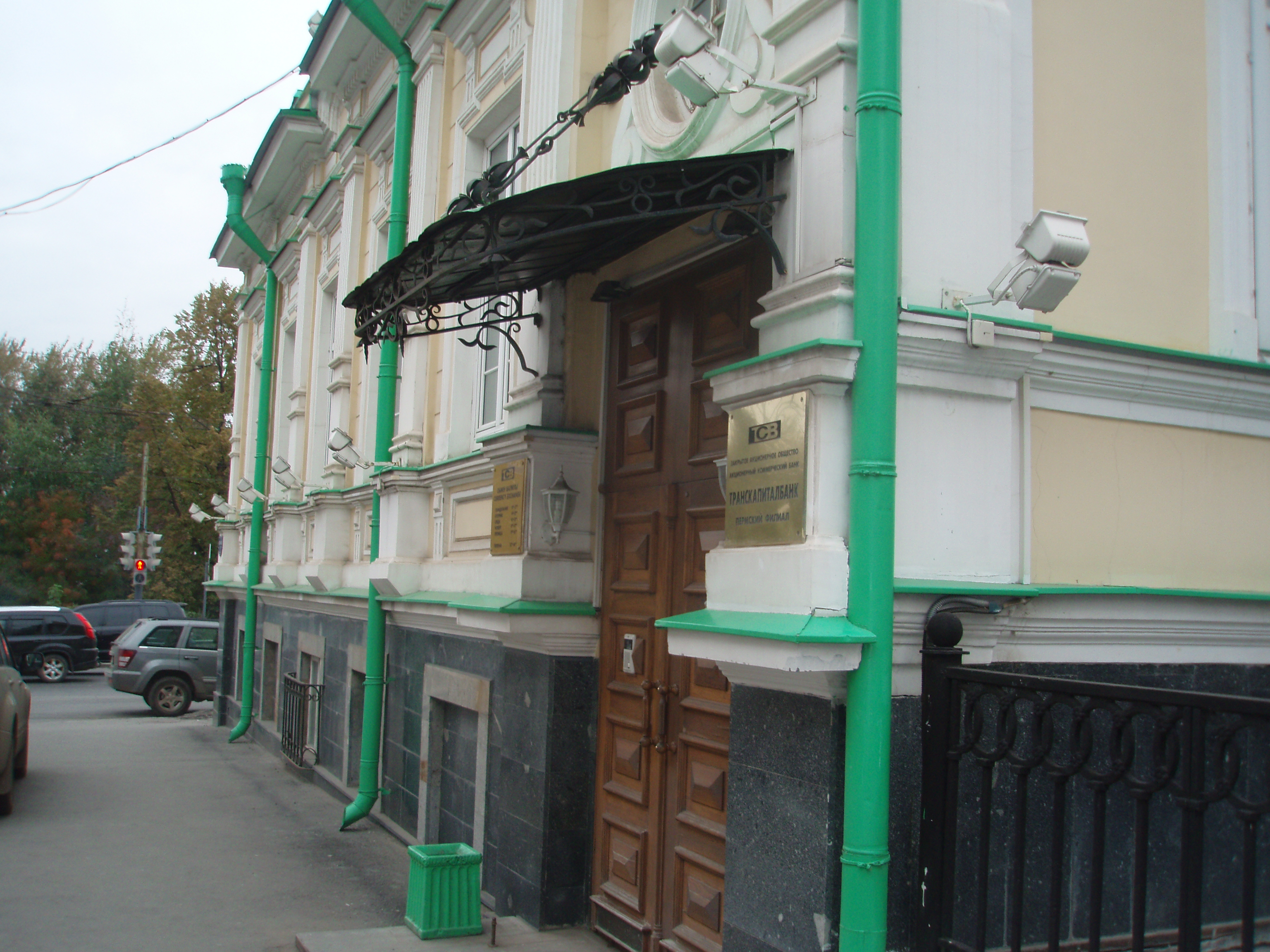
Дом Вердеревского со стороны Сибирской улицы

Дом Вердеревского — деревянный двухэтажный особняк на берегу Камы (Сибирская, 2). При постройке он был оштукатурен, а также украшен балконами с деревянными навесами с художественной резьбой. Архитектор здания (предположительно) — А. И. Мейснер. Название получил по имени первого владельца здания председателя казённой палаты В. Е. Вердеревского.
В пожаре 1842 года сгорел деревянный дом с садом чиновника Анфиногенова. На его месте Вердеревский построил двухэтажный особняк. Сразу после постройки в здании временно размещалось Благородное собрание. С конца 1840-х годов в нём был открыт трактир «Славянский базар». Здесь играли живую музыку, и заведение было достаточно популярным у жителей города. Также там имелись гостиничные номера. После закрытия трактира в помещении работали рестораны под различными названиями.
В 1853 году Вердеревский уехал из Перми и продал дом семье владельцев губахинских и кизеловских шахт Протопоповым. Глава семьи Борис Протопопов преподавал математику в Пермской духовной семинарии. После его смерти в 1875 году дом вместе с шахтами перешёл во владение его жене Елизавете Фёдоровне Протопоповой. Дочь Протопоповых — О. Б. Лепешинская — активная участница революционного движения в России. Член РСДРП с 1898 года.
В 1889 году Протопопова умерла, не оставив наследников. Дом стал собственностью купца Хотимского, а затем золотопромышленника В. И. Шайдурова.
С 1903 по 1908 год гостиничные номера принадлежали П. Я. Алалыпину. С 1909 года дом стал собственностью В. Д. Ветошкина, владельца парохода «Максимилиан», ходившего в рейсы между Пермью и Верхней Курьей. В это же время в здании располагались фотографический салон Зинаиды Метантиевой и типография Александра Петровича Каменского (до 1916 года).
После революции здание было отдано под общежитие железнодорожного техникума. В 1920-х годах в нём размещались гостиница «Уральская» и ресторан «Заря». 31 января 1928 года в гостинице «Заря» поселился поэт В. В. Маяковский, но на другое утро он переселился в гостиницу горкомхоза «№ 1», так как там был бильярд, на котором очень любил играть поэт.
В 1990-е годы в здании разместился Пермский филиал ЗАО «Транскапиталбанк».
Королёвские номера
«Королёвские номера́» — трёхэтажное здание гостиницы в стиле модерна с лепными украшениями, памятник истории и архитектуры (Сибирская, 7а). Построено специально под гостиницу по проекту губернского инженера Е. И. Артёмова. В начале XX века считалась наиболее дорогой и привилегированной гостиницей города.
В 1910 году купец Василий Иванович Королёв построил здание на деньги, заработанные на продаже леса и дров. До 1914 года здание арендовал Д. С. Степанов, именно он сначала содержал гостиницу, но в 1915 году она перешла в управление Королёву. В 1919 году он с частями Белой армии покинул город. В 1925—1930 годах в здании находилась гостиница горкомхоза «№ 1».
В Королёвских номерах провёл последние недели жизни Михаил Александрович Романов, младший брат Николая II. Именно отсюда он был тайно похищен и убит в ночь с 12 на 13 июня 1918 года. В 1928 году здесь, в комнате № 13, останавливался поэт В. В. Маяковский. До 1930-х годов в здании располагалась гостиница, затем оно было передано под общежитие Пермского театра оперы и балета.
Гостиница «Центральная»
В годы Великой Отечественной войны в этом здании (Сибирская, 9) были размещены эвакуированные столичные художники, писатели, поэты и другие представители творческой интеллигенции. Здесь жила почти вся труппа Ленинградского театра оперы и балета им. Кирова.
Памятник В. И. Ленину
Памятник Владимиру Ильичу Ленину был открыт в Перми 4 октября 1954 года, в центре Комсомольского сквера (бывшая Главная площадь, теперь сквер Театра оперы и балета) перед зданием Пермского академического театра оперы и балета. Место для памятника было выбрано не случайно, 16—17 декабря 1917 года в театре проходил I губернский съезд Советов рабочих и солдатских депутатов, который провозгласил советскую власть в Пермской губернии.
Автор памятника — скульптор Георгий Васильевич Нерода, народный художник РСФСР, член-корреспондент Академии художеств СССР. Архитектор проекта — И. Г. Таранов.
Памятник истории и культуры федерального значения (постановление Совета министров РСФСР № 1327 от 30 августа 1960, приложение 1).
В постсоветское время неоднократно выдвигались предложения о сносе или переносе памятника, однако пермская организация КПРФ неизменно выступала против.

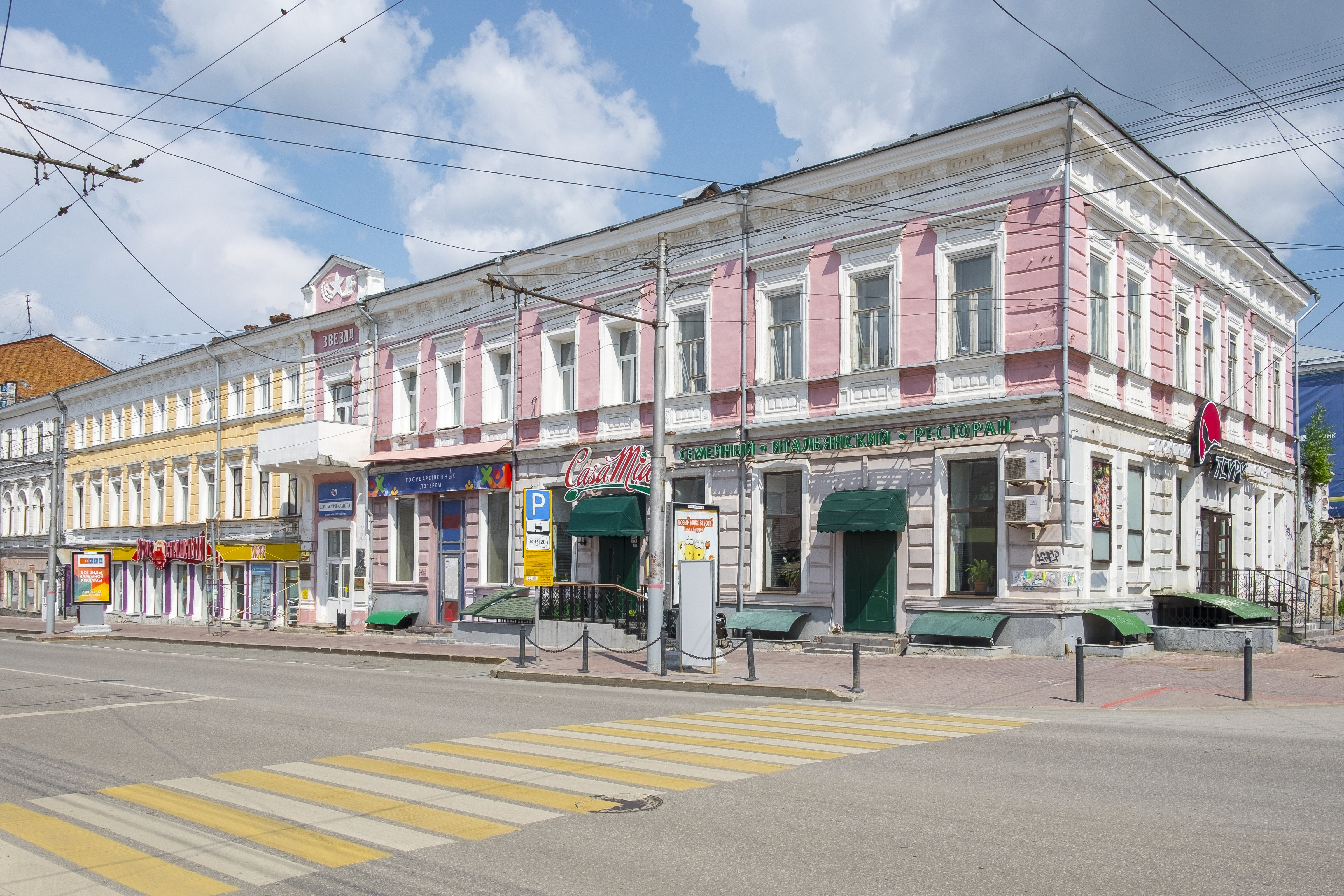
Дом Любимовых-Рязанцевых
Дом Любимовых-Рязанцевых — каменный двухэтажный особняк с цокольным этажом в историческом центре Перми (Сибирская, 8). Название получил по имени владельцев здания в разные годы — купцов Любимовых и Рязанцевых.
В 70-е годы XIX века в квартале на углу Пермской и Сибирской улиц купцу Ивану Ивановичу Любимову принадлежал двухэтажный каменный дом с цокольным этажом. Этот дом Любимов сдавал в аренду фотографу Морицу Гейнриху. Дом был перекуплен подрядчиком на строительстве железных дорог Драгуновым, который значительно перестроил его, объединил с ранее стоявшим каменным флигелем, возвёл ещё одно трёхэтажное здание и соединил их между собой. В 1880 году строительство железной дороги около Перми закончилось, и дом перекупили купцы Рязанцевы. В 1881—1887 годах на втором этаже здания располагалась Александровская женская четырёхклассная прогимназия. В 1898—1890-х годах освободившееся место занимало потребительское общество служащих при правительственных учреждениях, а в 1900-х годах — Пермское управление земледелия и государственного имущества. С 1916 года, после открытия в Перми отделения Петроградского университета, на втором этаже здания временно располагалась библиотека университета.
Первые этажи здания с 1881 года сдавались в аренду под магазины. В разные годы там находились посудо-ламповая лавка купца Ивана Афанасьевича Осипова, магазин Вилесовых (где продавались технические, механические, электрические, скобяные товары, а также обои, лаки, краски, олифа, стекло), специальный полотняный магазин торгового дома «Фёдор Круглов и К», редакция газеты «Пермский вестник» и магазин бумажных товаров Саввы Морозова. Во дворе находился его склад ниток.
В 1918 году дом был реквизирован, и помещения там заняли губернский земский отдел, государственная типография и фабрика по производству масляных красок. С 1920—1921 годов в здании размещался губстатком.
В 1923 году здесь было открыто советско-партийное издательство «Пермкнига».
В 1923—1964 годах на третьем этаже здания размещалась редакция газеты «Звезда». В 1925—1927 годах там работал писатель Аркадий Гайдар. Именно тогда выходят его первые работы как писателя. В 1956—1974 годах здесь также находилось Пермское отделение Союза писателей.
С 1958 года на втором этаже здания находится Дом журналистов. Сегодня полное название организации — Пермская краевая организация Союза журналистов России. Кроме того в наши дни в доме находятся департамент финансов администрации города Перми, управление по делам семьи и детства администрации Перми.
Дом губернатора Пермской губернии
Здание было построено в 1790 году для частного лица, а с 1842 года в нём располагались губернаторы Пермской губернии.
Доходный дом Масленниковой (Дом Сведомских)
Благородное собрание
Строительство закончено в 1837 году. Ещё одно название здания — Дворянское собрание. Сейчас там располагается клуб МВД.
Дом Дягилева
Дом Дягилева — исторический особняк в стиле позднего классицизма. Расположен по адресу Сибирская улица, 33, на углу с улицей Большой Ямской (Пушкина). В этом доме Сергей Павлович Дягилев провёл свои детские и юношеские годы. Дом был построен в 1852 году и в 1862 году приобретён уроженцем Перми, вышедшим в отставку чиновником Министерства финансов П. Д. Дягилевым — дедом С. П. Дягилева. Он перестроил дом по проекту губернского архитектора Р. И. Карвовского.
На протяжении трёх десятилетий дом принадлежал большой семье Дягилевых. В доме, названном современниками «Пермскими Афинами», по четвергам собиралась городская интеллигенция. Здесь музицировали, пели, разыгрывали домашние спектакли. В 1894 году по решению Пермской городской думы дом был передан учебному заведению — сегодня это одна из старейших гимназий Прикамья. Гимназия с 1992 года носит имя С. П. Дягилева, и в ней открыт музей имени С. П. Дягилева. В 2007 году в концертном зале Дома Дягилева был установлен памятник С. П. Дягилеву работы скульптора Эрнста Неизвестного.
Главный корпус Пермского государственного гуманитарно-педагогического университета

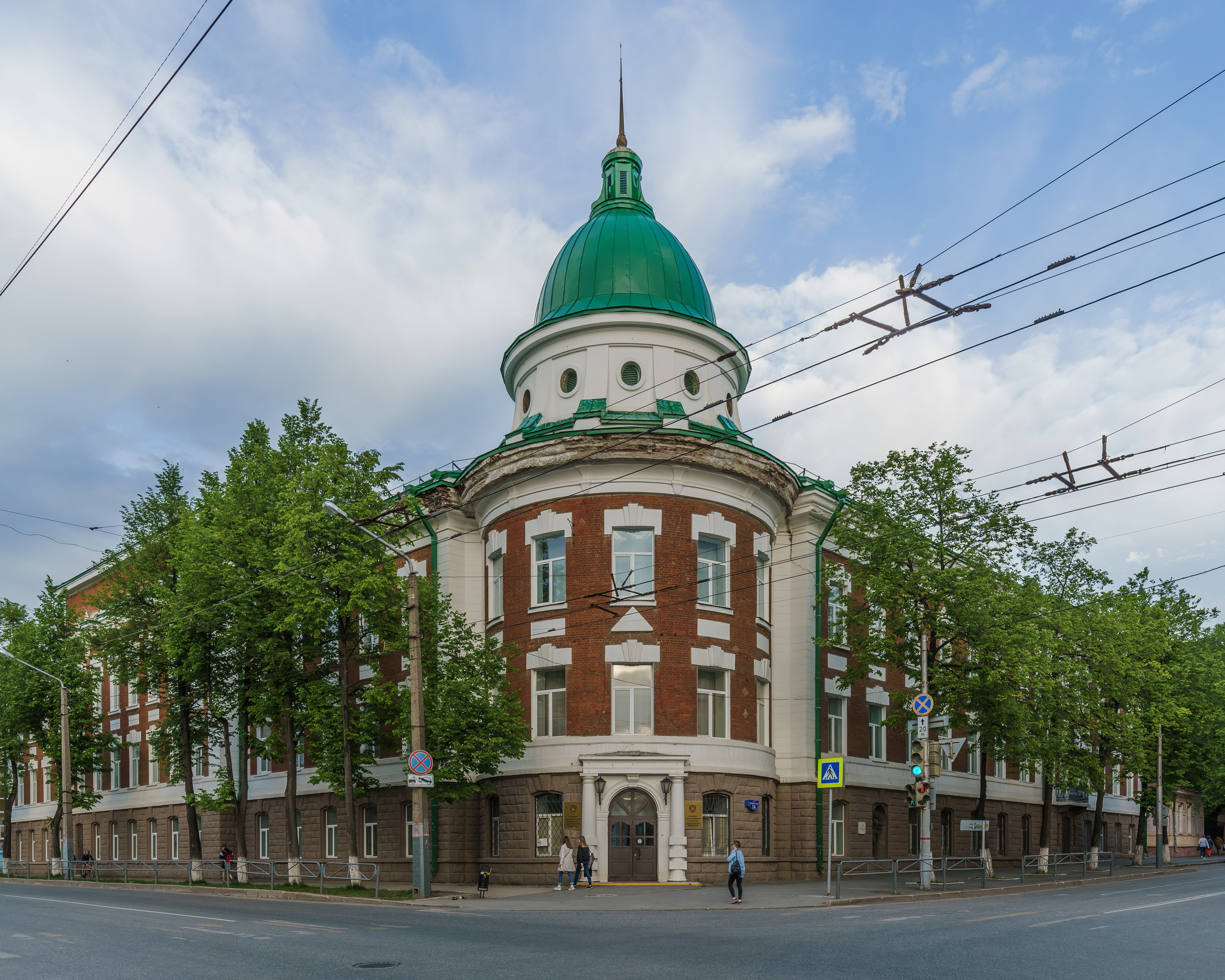
Главный корпус ПГГПУ

Размещается в здании бывшей губернской земской управы по адресу Сибирская, 24. Здание строилось с 1913 по 1916 год по проекту архитектора В. А. Волошинова. Построенное из красного кирпича, оно увенчано башенкой со шпилем.
Пивоваренный завод Ижевского товарищества
Здание демонтировано в 2020 году. На его месте возводится многоквартирный жилой дом с фасадом, повторяющим фасад Пивоваренного завода. 
Здание конвойной команды
Построено в 1827 году. Реконструировано со сломом старых стен в 2000—2010-е годы. Сейчас в нём расположен торговый центр.
Дом Чекиста
Жилой комплекс, построен в 1930—1939 годах. Образец советского конструктивизма.
Пересыльный замок
Построен в 1871 году (архитектор Н. Рукавишников). После революции 1917 года пересыльный замок переименовали в Пермский исправтруддом № 2. После 1934 года исправтруддом № 2 стал именоваться тюрьмой НКВД № 2. Через эту тюрьму прошли жители Перми и области, ставшие жертвами политических репрессий сталинского режима. Тюрьма НКВД № 2 занимала территорию, ограниченную улицами Сибирской, 1-й Красноармейской, Полины Осипенко и улицы Газеты «Звезда». В годы Великой Отечественной войны на базе тюрьмы действовала промколония № 1. Заключенные выпускали противопехотные мины. В 1953 году со смертью Сталина тюрьма была закрыта. Здание было перестроено в 1958—1959 годах ленинградскими архитекторами. С 1956 года в нём располагается Пермский театр кукол.